# Petersbächel (Sauer)
Das Petersbächel ist ein etwa 2,6 km langer rechter Zufluss der Sauer in der Südpfalz.

## Verlauf
Das Petersbächel entspringt auf einer Höhe von 249 m ü. NN im westlichen Wasgau in der gleichnamigen Ortschaft, direkt nördlich des Biehlerhofes. Es fließt zunächst etwa 50 m in nördlicher Richtung und wird dann auf seiner linken Seite vom Biehlerhofbach gespeist. Das Petersbächel fließt nun durch eine Magerwiese und wird nach gut 300 m auf der gleichen Seite von einem weiteren Bächlein gestärkt. Es unterquert dann die Vogesenstraße (K 43), umfließt den Unterpetersbächlerhof von Osten, nimmt danach auf seiner rechten Seite den kleinen Wiesenbach auf, läuft dann am westlichen Fuß des Nesselberges entlang und mündet schließlich auf einer Höhe von 217 m ü. NN am Südrand von Fischbach bei Dahn nordöstlich der St. Ulrichs-Kirche in den Saarbach.

## Zuflüsse
- Biehlerhofbach (links), 0,4 km
- Wiesenbach (rechts), 0,2 km

## Natur
Im Oberlauf östlich von der gleichnamigen Ortschaft fließt das Petersbächel durch eine Magerwieselandschaft. Viehweiden für Pferde, Rinder und Schafe wechseln sich dort mit Brache und Heide ab. In dieser Zone leben und wachsen viele seltene für diesen Lebensbereich charakteristische Tier- und Pflanzenarten.
Ein weiteres wertvolles Biotop ist das Bachtal zwischen Fischbach und Unterpetersbächlerhof. Es wird durch teilweise moorige Feuchtwiesen mit Röhrichtbewuchs und Großseggenriede geprägt. Hier gedeihen auch weitere für Feuchtgebiete typische Pflanzenarten und auch die entsprechenden Tierarten kann man dort beobachten.